# Список политических партий Государства Палестина
Список политических партий Палестинской Национальной Автономии:
- ХАМАС or Islamic Resistance Movement (harakat al-muqāwamah al-islāmiyyah) (исламисты)
- Третий путь (центристы)
- Палестинский Форум (съезд), основанный 16 ноября 2007 миллиардером Munib al-Masri, 73
- Аль-Мустакбаль, или «Будущее» (откол от ФАТХ)
- ФАТХ, «Движение за национальное освобождение Палестины» (harakat al-tahrīr al-filastīnī) (лево-центристы)
- Демократический Союз Палестины (al-ittihād al-dīmūqrātī al-filastīnī, FiDA) (лево-центристы)
- Палестинская Национальная Инициатива (al-mubādara al-wataniya al-filastīniyya) (левоцентристы)
- Палестинская Народная Партия (hizb al-sha`b al-filastīnī) (левые)
- Фронт народной борьбы (левые националисты)
- Демократический Фронт за Независимость Палестины (al-jabhah al-dīmūqrātiyyah li-tahrīr filastīn) (социалисты)
- Демократический фронт освобождения Палестины (коммунисты)
- Народный фронт освобождения Палестины (al-jabhah al-sha`biyyah li-tahrīr filastīn) (коммунисты)